# Deudorix rapaloides
Deudorix rapaloides is een vlinder uit de familie van de Lycaenidae. De wetenschappelijke naam van de soort is voor het eerst gepubliceerd in 1941 door Yosunobu Naritomi.

## Verspreiding
De soort komt voor in China en Taiwan.

## Ondersoorten
- Deudorix rapaloides rapaloides (Naritomi, 1941) (Taiwan)
- Deudorix rapaloides pseudorapaloides Wang & Chou, 1996 (China: Zuid-Fujian, Noord-Guangdong, Noord-Guangxi)
  - = Deudorix pseudorapaloides Wang & Chou, 1996
  - = Deudorix nanlingensis Wang & Fan, 2002
- Deudorix rapaloides kameyamai (Sugiyama, 2015)  (China: Hunan, Zhejiang, Noord-Fujian, Jiangxi, Anhui, Shaanxi)